# The Ultimate Experience
The Ultimate Experience – wydana pośmiertnie kompilacja piosenek Jimiego Hendriksa, która ukazała się w 1992 roku.

## Lista utworów
Autorem wszystkich utworów, chyba że zaznaczono inaczej jest Jimi Hendrix.
| Nr  | Tytuł utworu                                | Długość |
| --- | ------------------------------------------- | ------- |
| 1.  | „All Along the Watchtower” (Dylan)          | 4:01    |
| 2.  | „Purple Haze”                               | 2:44    |
| 3.  | „Hey Joe” (Roberts)                         | 3:26    |
| 4.  | „The Wind Cries Mary”                       | 3:18    |
| 5.  | „Angel”                                     | 4:17    |
| 6.  | „Voodoo Child (Slight Return)”              | 4:49    |
| 7.  | „Foxy Lady”                                 | 3:15    |
| 8.  | „Burning of the Midnight Lamp”              | 3:35    |
| 9.  | „Highway Chile”                             | 3:30    |
| 10. | „Crosstown Traffic”                         | 2:14    |
| 11. | „Castles Made of Sand”                      | 2:45    |
| 12. | „Long Hot Summer Night”                     | 3:27    |
| 13. | „Red House”                                 | 3:54    |
| 14. | „Manic Depression”                          | 3:37    |
| 15. | „Gypsy Eyes”                                | 3:42    |
| 16. | „Little Wing”                               | 2:24    |
| 17. | „Fire”                                      | 2:38    |
| 18. | „Wait Until Tomorrow”                       | 3:00    |
| 19. | „Star Spangled Banner (live)” (Traditional) | 4:05    |
| 20. | „Wild Thing (live)” (Taylor)                | 6:54    |
|     |                                             | 1:11:35 |

## Artyści nagrywający płytę
- Jimi Hendrix – gitara, śpiew
- Mitch Mitchell – perkusja
- Noel Redding – gitara basowa
- Billy Cox – gitara basowa – 5